# Petr Pelech
Petr Pelech (17. července 1944 Mladá Boleslav – 27. srpna 2020 Praha) byl daňový specialista, matematik, ekonom, též fotograf, autor fotografických obrazových publikací.

## Život
Ženatý, manželka Lidmila, rodiče Josef a Ludmila, syn Petr.
Základní školu a SVVŠ vychodil v Turnově, v roce 1968 zakončil studia na Matematicko-fyzikální fakultě Univerzity Karlovy v Praze, obor učitelství 2. stupně – matematika, fyzika, v roce 1984 postgraduální studium na Vysoké škole ekonomické, národohospodářské fakultě, obor finance.

## Profesní kariéra
Po ukončení studií, od roku 1968 do roku 1976, pracoval v daňové správě na okresní a krajské úrovni; na Finanční správě v Hradci Králové jako správce daně z obratu. Od roku 1976 do roku 1992 byl zaměstnán na Federálním ministerstvu financí v agendě daně ze mzdy, počátkem 90. let daně z příjmů obyvatelstva, od roku 1993 do roku 2006 působil na Ministerstvu financí ČR jako ředitel odboru přímých daní. Byl spoluautorem daňové reformy k 1. 1. 1993, specialistou na zdanění příjmů ze závislé činnosti.
Od roku 2006 až do odchodu do důchodu byl poradcem s daňovou specializací na Českomoravské konfederaci odborových svazů.
Věnoval se, samostatně i v rámci autorských kolektivů, publikační činnosti v oboru daní z příjmů fyzických osob, i lektorské práci.
Byl tři desítky let kmenovým autorem nakladatelství ANAG v Olomouci; autorem nebo spoluautorem mnoha odborných publikací.
Od roku 2007 do roku 2020 byl spoluautorem publikace Abeceda personalisty vycházející každoročně. Od roku 1993 do roku 2020 byl autorem a spoluautorem každoročně vydávané publikace Zdanění mezd, platů a ostatních příjmů ze závislé činnosti; jediným autorem byl po třiadvacet vydání, později byl členem autorského kolektivu. V letech 1996 až 2013 byl autorem každoročně vydávané publikace Roční zúčtování daně z příjmů ze závislé činnosti, v následujících letech jako spoluautor.
Od roku 2000 do roku 2020, spolu s PhDr. Vladimírem Pelcem, publikoval osmnáct vydání knihy Daně z příjmů s komentářem (u 2. až 4. vydání byla spoluautorkou ing. Helena Stuchlíková).
Byl autorem nepřeberného množství článků v odborných časopisech, např. časopisech Mzdová účetní, Práce a mzda.
Ve volném čase byl amatérským fotografem, fotografie publikoval v mnoha časopisech, např. Svět v obrazech, Krásy Česka. Po celou dobu amatérské fotografické činnosti se svými fotografiemi účastnil různých soutěžích, tuzemských i zahraničních, na nichž získal četná ocenění. Vydal fotografické knihy míst, která měl rád – Český ráj, Praha a Olomouc.
Od roku 1969 byl členem Svazu českých fotografů, autorem fotografických publikací. Poslední, připravovanou ke svým 80. narozeninám, o Českém ráji, již vydat nestačil.

## Dílo

### Odborné publikace
- PELECH, Petr; KORÁB, Miroslav. Daň z příjmů obyvatelstva. 1. vyd. Praha: Panorama, 1991. 122 s.
- PELECH, Petr. Daň z příjmů fyzických osob. 1. vyd. Praha: Nad zlato, 1992. 80 s. ISBN 80-901317-4-3.
- PELECH, Petr. Daň z příjmů fyzických osob : autorský výklad k zákonu, souvislosti, příklady. 1. vyd. Praha: Nad zlato, 1992. 73 s. ISBN 80-85626-03-9.
- PELECH, Petr; GRAMMETBAUER, Václav. Platíme daně z příjmu aneb naučení pro zaměstnance a pro osoby fyzické proč, jak, kdy a kolik. 1. vyd. Praha: Pragoeduca, 1993. 245 s. ISBN 80-901482-3-9.
- PELECH, Petr; BAŤULKOVÁ, Vladimíra. Daně z příjmů v úpravě platné k 1. 1. 1994. 1. vyd. Hradec Králové: E.I.A. – Ekonomická a informační agentura, 1994. 164 s. ISBN 80-85490-40-4.
- PELECH, Petr. Daň z příjmů fyzických osob od r. 1995 včetně daně ze závislé činnosti. 1. vyd. Praha: Pragoeduca, 1995. 344 s. ISBN 80-85856-24-7.
- PELECH, Petr. Mzdová účetní v roce 1995 : dotazy a odpovědi ke zdanění mezd, platů a ostatních příjmů ze závislé činnosti. 1. vyd. Brno: VADANA, 1995. 82 s.
- PELECH, Petr; PELC, Vladimír. Daně z příjmů 1998 : [text zákona : podrobný komentář : pokyny a sdělení Ministerstva financí ČR]. 1. vyd. Praha: Linde, 1998. 692 s. ISBN 80-7201-091-3.
- PELC, Vladimír; PELECH, Petr. Daně z příjmů s komentářem. 1. vyd. Olomouc: ANAG, 2000. ISBN 80-7263-024-5.

### Fotografické publikace
- PELECH, Petr. Český ráj = Das Böhmische Paradise = The Bohemian Paradise. 1. vyd. Brno: VADANA, 1996. 108 s. ISBN 80-901908-0-4.
- PELECH, Petr. Český ráj. 1. vyd. Olomouc: ANAG, 2005. 286 s. ISBN 80-7263-276-0.
- PELECH, Petr. Praha a zajímavá místa v okolí. 1. vyd. Olomouc: ANAG, 2007. 127 s. ISBN 978-80-7263-374-6.
- PELECH, Petr. Olomouc a zajímavá místa v okolí. 1. vyd. Olomouc: ANAG, 2010. 127 s. ISBN 978-80-7263-374-6.